# 卢循
盧循（？—411年），字于先 ，小名元龍，范阳郡涿县（今河北省涿州市）人，是西晋司空從事中郎盧諶的曾孫。東晉末年孫恩以五斗米道起事，敗死。盧循率領孫恩餘眾繼續反抗晉廷，世稱「孫恩卢循之亂」。終為交州刺史杜慧度擊破，投水自殺。

## 生平

### 被推為主
盧諶本在永嘉之亂後留在北方，後來盧循父祖才南渡。盧循是孫恩的妹夫，並隨孫恩以五斗米道惑民起事。孫恩性格嚴酷殘忍，盧循經常出言諫止，保護了不少人命免遭孫恩殘害。
元興元年（402年），孫恩自殺，以其為首的叛變被晉廷平定。不過孫恩餘眾就以盧循為主，時新奪朝權的桓玄為穩定當地，就以盧循為永嘉太守。然而盧循並沒有因為官位而停止作亂。元興二年（403年）正月，盧循就派了姐夫徐道覆進攻東陽郡，但二月就遭建武將軍劉裕擊敗。至八月，劉裕於永嘉郡擊破盧循，並追擊至晉安郡，盧循唯有乘船出海南走。

### 奪取廣州
元興三年（404年），盧循率軍攻略南海郡，並進攻廣州治所番禺（今廣東廣州）。廣州刺史吳隱之抵抗百多日後被俘，盧循於是自稱平南將軍，攝廣州事。義熙元年（405年），盧循派使者向晉廷朝貢，而東晉亦因剛剛才從內亂中穩定下來，無力討伐盧循，於是任命盧循為征虜將軍、廣州刺史、平越中郎將，又任命徐道覆為始興相。

### 乘時興兵
義熙六年（410年），徐道覆乘劉裕領兵北伐南燕，圍廣固（今山東青州市西北）不下的機會，力勸盧循起兵拿下建康（今江蘇南京市）。盧循雖然不願，但因為不能說服徐道覆，唯有聽從。盧循與徐道覆先攻江州，領兵抵抗的江州刺史何無忌兵敗陣亡，更震動東晉全國。後盧循又大敗前來討伐的衞將軍劉毅，獲得數百艘船隻，大量輜重物資及兵眾。此時盧循從戰俘中確知劉裕已南歸，打算退守尋陽（今江西九江市），並進取江陵（今湖北江陵），以荊江二州抗衡晉廷。不過徐道覆決意直取建康，與晉廷決一勝負，盧循猶豫數天後才順從。
五月，盧循率十萬大軍一直東下，到達秦淮河口時劉裕已駐屯石頭城，徐道覆即上請從新亭至白石之間登陸作戰，兵分數道進攻劉裕，不過盧循見孟昶驚懼自殺，認為晉軍兵自潰，為求萬全而不肯聽從，反回迫蔡州。劉裕於是集合兵力，修築城壘並設河柵阻遏。盧循於是在秦淮河南設伏兵，聲言要以大軍經白石進攻，其實就循查浦壘進攻，守將徐赤特不顧劉裕下令堅守的軍令出擊，終中了盧循設下的埋伏而大敗，但盧循的進攻還是被守軍據柵奮戰所阻。而在同時，盧循親率精兵轉攻丹陽郡，然而攻取多個縣都掠奪不到物資，而劉裕亦己出陣南岸。至七月，盧循自感無力對抗，於是退兵尋陽，意圖轉取荊州作對抗資本。

### 敗退嶺南
不過，盧循所支持的苟林被荊州刺史劉道規擊敗被殺，隨後徐道覆親率三萬軍進攻江陵亦被擊敗，盧循未能得到荊州。反而在盧循退兵時，劉裕已派王仲德、孟懷玉等諸軍追擊，劉裕亦親率大軍在後。十二月，劉裕進攻大雷（今安徽望江縣），盧循水軍大敗，退還尋陽城，並要進取豫章，又於左里設柵阻截晉軍。不過劉裕率軍攻柵，盧循軍力戰都未能阻止攻勢，最終大敗，萬多人陣亡，盧循只得乘船逃走，並收集散卒，聚得數千人返回番禺。然而，劉裕早前就已經命孫處循海道進攻番禺，並成功攻下；盧循於義熙七年（411年）到番禺後試圖攻城但失敗，更遭來援的沈田子追擊，被逼退走。盧循及後攻下合浦郡，轉戰交州。

### 投水自裁
當時盧循領下的三千人聯結先前於交州作亂的李遜的餘黨李脫等共五千人聯合起來，並進攻交州治所龍編（今越南河内），交州刺史杜慧度則盡散家財賞賜士兵，與盧循決戰。杜慧度以火攻燒毀其船艦，並配合兩岸箭矢射擊，大敗盧循。盧循自知必定被俘殺，於是先以毒酒殺害妻兒，又用同樣方法殺死了一些不願與他共死的姬妾，最後就投水自殺。杜慧度及後撈上了盧循的屍首，斬下他的頭以及處死其父盧嘏，連同李脫等共七顆人頭分別放在七個箱子中，送往建康。

## 性格特徵
- 盧循擅長書法，能草書、隸書，亦善圍棋。

## 延伸阅读
[在维基数据编辑]
 《晉書·卷100》，出自房玄齡《晉書》